# Le Voyage (film, 1984)
Pour les articles homonymes, voir Le Voyage.
Pour plus de détails, voir Fiche technique et Distribution.
Le Voyage est un film franco-égyptien réalisé par Michel Andrieu et sorti en 1984.

## Fiche technique
- Titre : Le Voyage
- Réalisation : Michel Andrieu
- Scénario : Michel Andrieu
- Photographie : Renan Pollès
- Décors : Carlos Conti
- Son : Michel Brethez & Éric Vaucher
- Montage : Maureen Mazurek
- Musique : Michel Portal
- Production : K2 International Productions
- Pays d'origine :  France -  Égypte
- Durée : 100 minutes
- Date de sortie : France - 5 septembre 1984

## Distribution
- Victoria Abril : Véronique
- Christophe Malavoy : Thomas
- Victor Cavallo : Yannis
- Michaël Jacob : Karl
- Athar El-Hakim : Leïla
- Samir Sabri : l'agent double
- Saeed Abdulghani : le tueur

## Distinctions
- Festival de Cannes 1984 (sélection Perspectives du cinéma français)[1]